# Hiidenportti Nationalpark
Hiidenportti Nationalpark (finsk: Hiidenportin kansallispuisto) er en nationalpark i Sotkamo i Kainuu- regionen i Finland . Hiidenportti Nationalpark blev oprettet i 1982 for at bevare regionens vildmark. En mosaikblanding af moser og tørre skove er typisk landskab i denne nationalpark. Parken dækker et areal på 45 km2 .
To tredjedele af området er nåleskov. De næsten naturlige statsskove er gennemsnitlig 100-150 år gamle. Den sidste tømmerhugst blev foretaget i begyndelsen af det 20. århundrede.
Den mest kendte attraktion i parken er Hiidenportti (bogstaveligt talt " Hiisi's port" - Hissi er et begreb i finsk mytologi) en kløft med lodrette klipper.

## Fauna
Området er roligt nok til at der findes store kødædere som f.eks brunbjørn, jærv og los. Ulven er en lejlighedsvis besøgende. Den amerikanske bæver bor i Porttijoki-floden, og dens spor kan ses langs floden. I fuglefaunaen er nordlige arter almindelige, såsom kvækerfinke og pileværling; også lavskrige kan ses i området. Tjur og hjerpe er dealmindeligste hønsefugle . Sjældne arter inkluderer tundrasædgås, trane, fiskeørn, sortstrubet lom, lapugle og blåstjert . Lapuglen er også afbildet i parkens logo.
I en undersøgelse udført i 1992 blev der i alt identificeret 164 store og 186 små sommerfuglearter. Blandt andet er Hvidfeltet Ordensbånd Catocala adultera), kejser møl, og den truede Xestia sincera blev set.